# Gunung Beutong (berg i Indonesien, lat 3,00, long 97,53)
Gunung Beutong är ett berg i Indonesien.   Det ligger i provinsen Aceh, i den västra delen av landet, 1 500 km nordväst om huvudstaden Jakarta. Toppen på Gunung Beutong är 422 meter över havet, eller 277 meter över den omgivande terrängen. Bredden vid basen är 4,8 km.
Terrängen runt Gunung Beutong är huvudsakligen kuperad, men åt sydväst är den platt.Runt Gunung Beutong är det ganska tätbefolkat, med 179 invånare per kvadratkilometer. I omgivningarna runt Gunung Beutong växer i huvudsak städsegrön lövskog.